# Lunner
Lunner és un municipi situat al comtat d'Akershus, a Noruega. Té 9.044 habitants (2016) i una superfície de 292 km². El centre administratiu del municipi és el poble de Roa.
Lunner limita al nord amb el municipi de Gran; a l'est, amb Nannestad; al sud, amb Nittedal i Oslo, i a l'oest, amb Jevnaker. Al municipi hi ha diversos nuclis de població. Entre altres, Harestua, Grua, Roa i el poble de Lunner. És a l'extrem sud del comtat d'Oppland. El punt més alt és el mont Bislingflaka, amb una alçada de 691 metres. El llac més gran de la regió és l'Avalsjøen.